# Cabinet Office
Cabinet Office (dansk: Kabinetskontor) er et departement i den britiske regering.

## Opgave
Departement svarer til det danske statsministerium, og dets opgave er at støtte landets premierminister og kabinet.
Departementet består af en række afdelinger som på forskellig vis understøtter regeringen, kabinettet og de øvrige departementer.

## Ledelse
Departementet ledes af premierministeren selv, men den daglige ledelsen udøves af en gruppe ministre og statssekretærer. Den øverste embedsmand ved departementet har rollen som leder af hele den britiske regerings forvaltning.

## De fire store fire store ministerier
Departementet er et af Storbritanniens fire store ministerier (Great Offices of State).
51°30′13″N 0°07′36″V / 51.5036°N 0.1267°V